# نیمه‌شب (فیلم ۱۹۳۴)
«نیمه‌شب» (انگلیسی: Midnight) فیلمی در ژانر درام، رمانتیک، و جنایی به کارگردانی چستر ارسکین است که در سال ۱۹۳۴ منتشر شد.

## بازیگران
- سیدنی فاکس
- هنری هال
- مارگارت ویچرلی
- هامفری بوگارت
- کرا ویترسپون
- هنری اونیل
- ریچارد ورف